# Szurkos torzpók
A szurkos torzpók (Atypus piceus) a négytüdős pókok (Mygalomorphae) alrendjének torzpókfélék (Atypidae) családjába, az Atypus (torzpók) nembe tartozó pókfaj, annak típusfaja. Megtalálható Európában Moldáviáig bezárólag, továbbá Iránban. A Magyarországon előforduló három torzpókfaj egyike, bükkösök, fenyvesek lakója, az újabb kutatások szerint középhegységi gyepekben, a Dunántúl kékperjés láprétein is előfordul. Magyarországon védett állat, természetvédelmi értéke 5000 Ft.
Gyakran fordul elő a két másik magyarországi Atypus-fajjal együtt, és igen hasonlít is hozzájuk: a hímek koromfeketék, méretük a csáprágók nélkül 7–10 mm, a nőstények és a fiatal példányok sötétbarnák, a nőstények mérete csáprágók nélkül 10–15 mm. A hátsó fonószemölcs alapján lehet megkülönböztetni tőlük: a kövi torzpóknál ez négyes tagolású, míg a tölgyestorzpóknál hármas, a szurkos torzpók esetében pedig felülről hármas, alulról vagy oldalról négyes tagoltságot mutat. Egyes elméletek szerint az előbbi két faj hibridizációjával keletkezett.
Az Atypus-fajok függőleges tárnákat ásnak, akár fél méter mélyre is. Ezt sűrűn szövött lakócsővel bélelik, ami a talajszintre érve a talaj felszínével párhuzamosan futó zárt folyosóként folytatódik. Ez a jól elrejtett, harisnyaszerű hálódarab a vadászatban segíti; a lakócsőhöz érő ízeltlábúra a háló rezgései felhívják a pók figyelmét, a prédát a hálón keresztül megszúrja, majd a hálót elvágva a lakócsőbe húzza azt. A maradványokat és a levedlett bőrt az ilyenkor átmenetileg felnyitott cső végén pakolja ki.
A hímek életkora 4, a nőstényeké 10 év is lehet.
Párzási időszakuk június-július környékén van, ilyenkor a hímek elindulnak nőstényeket keresni. A kis pókok (70-160 db) az ősz folyamán kelnek ki, és a telet táplálkozás nélkül anyjuk lakócsövében töltik. Tavasszal a környékbeli növényekre felmászva pókhálószálak segítségével a széllel vitetik tovább magukat.

## Fordítás
- Ez a szócikk részben vagy egészben az Atypus piceus című angol Wikipédia-szócikk ezen változatának fordításán alapul.  Az eredeti cikk szerkesztőit annak laptörténete sorolja fel. Ez a jelzés csupán a megfogalmazás eredetét és a szerzői jogokat jelzi, nem szolgál a cikkben szereplő információk forrásmegjelöléseként.